# ويليام فينتر باين
ويليام فينتر باين (بالإنجليزية: William Winter Payne)‏ هو سياسي أمريكي، ولد في 2 يناير 1807 في الولايات المتحدة، وتوفي بنفس المكان في 2 سبتمبر 1874. حزبياً، نشط في الحزب الديمقراطي. وقد انتخب عضو مجلس نواب ألاباما وانتخب عضو مجلس النواب الأمريكي.